# Tiếng Đông Yugur
Tiếng Đông Yugur (Nggar lar) là ngôn ngữ Mông Cổ được nói bởi người Yugur. Ngôn ngữ còn lại được sử dụng trong cùng một cộng đồng là Tây Yugur, một ngôn ngữ Turk. Các thuật ngữ "Đông" và "Tây" Yugur cũng có thể chỉ định người nói của hai ngôn ngữ này, đều không có văn tự. Theo truyền thống, cả hai ngôn ngữ đều được gọi là Uygur Vàng, từ tên tự xưng của người Yugur. Những người nói tiếng Đông Yugur được cho là có sự song ngữ thụ động với tiếng Nội Mông, dạng tiêu chuẩn được nói ở Trung Quốc.
Tiếng Đông Yugur là một ngôn ngữ bị đe dọa khi những người nói thông thạo đang trở nên già đi. Sự tiếp xúc với các ngôn ngữ lân cận, đặc biệt là tiếng Trung Quốc, đã ảnh hưởng rõ rệt đến năng lực ngôn ngữ của những người nói trẻ tuổi hơn. Một số người cũng bắt đầu mất khả năng phân biệt giữa các sắc thái ngữ âm khác nhau trong tiếng Đông Yugur, cho thấy năng lực ngôn ngữ đang suy giảm.
Grigory Potanin đã ghi lại bảng chú giải thuật ngữ tiếng Salar, tiếng Tây Yugur và Đông Yugur trong cuốn sách viết bằng tiếng Nga năm 1893 của ông, Vùng biên giới Tangut-Tạng của Trung Quốc và miền trung Mông Cổ.

## Âm vị học
|          |           | Đôi môi | Chân răng | Chân răng | Vòm | Vòm mềm | Lưỡi gà | Thanh hầu |
| trơn     | bên       | Đôi môi |           |           | Vòm | Vòm mềm | Lưỡi gà | Thanh hầu |
| -------- | --------- | ------- | --------- | --------- | --- | ------- | ------- | --------- |
| Tắc      | vô thanh  | p       | t         |           |     | k       | q       |           |
| Tắc      | bật hơi   | pʰ      | tʰ        |           |     | kʰ      | qʰ      |           |
| Tắc xát  | vô thanh  |         | t͡s        |           | t͡ʃ  |         |         |           |
| Tắc xát  | bật hơi   |         | t͡sʰ       |           | t͡ʃʰ |         |         |           |
| Xát      | vô thanh  |         | s         | ɬ         | ʃ   |         | χ       | h         |
| Xát      | hữu thanh | β       |           |           |     | ɣ       | ʁ       |           |
| Mũi      | hữu thanh | m       | n         |           |     | ŋ       |         |           |
| Mũi      | vô thanh  |         | n̥         |           |     |         |         |           |
| Rung     | Rung      |         | r         |           |     |         |         |           |
| Tiếp cận | Tiếp cận  |         |           | l         | j   |         |         |           |

|      | Trước | Trước | Trung | Sau |
| ---- | ----- | ----- | ----- | --- |
| Cao  | i     | y     | ʉ     | u   |
| Giữa | e     | ø     | ə     | o ɔ |
| Thấp |       |       |       | ɑ   |

## Số đếm
|    | Nghĩa tiếng Việt | Tiếng Đông Yugur | Tiếng Mông Cổ nguyên thủy | Tiếng Mông Cổ hiện đại |
| -- | ---------------- | ---------------- | ------------------------- | ---------------------- |
| 1  | một              | neigei           | *nike/n                   | neg                    |
| 2  | hai              | ghuur            | *koxar ~ *koyar           | khoyor                 |
| 3  | ba               | ghürvan          | *gurba/n                  | gurav                  |
| 4  | bốn              | dörbein          | *dörbe/n                  | döröv                  |
| 5  | năm              | taavn            | *tabu/n                   | tav                    |
| 6  | sáu              | jurghuun         | *jirguxa/n                | zurgaa                 |
| 7  | bảy              | doloon           | *doluxa/n                 | doloo                  |
| 8  | tám              | naiman           | *na(y)ima/n               | naym                   |
| 9  | chín             | xisen            | *yersü/n                  | yös                    |
| 10 | mười             | harvan           | *xarba/n                  | arav                   |